# 내연산
내연산(內延山)은 대한민국 경상북도 포항시와 영덕군에 걸쳐있는 산이다. 12개의 폭포를 보유하고 있다. 영화 《가을로》의 한 부분이 연산폭포에서 촬영되었다. 내연산의 최고봉인 향로봉은 높이가 930m이다.

## 구성
경상북도 영덕군 남정면과 포항시 송라면, 죽장면에 걸쳐있는 산이다. 경북 내륙의 산들이 동해안으로 이어지는 산으로 풍화에 강한 화산암 기반이라 깎아지른 절벽과 깊게 패인 계곡이 많다. 이 계곡에는 자연스럽게 형성된 침식지형의 폭포와 용소들이 다양한 경관을 만들어낸다.

### 보경사
진입하는 길목에 보경사가 있다. 경내에는 보경사원진국사비(보물 252)와 보경사부도(보물 430)가 있으며 조선 숙종의 친필 각판 및 5층석탑 등이 있다. 602년 진나라에서 유학하고 돌아온 신라 지명법사가 진평왕에게 '동해안 명산에서 명당을 찾아 자신이 진나라의 도인에게 받은 팔명보경을 묻고 그 위에 불당을 세우면 왜구의 침입을 막고, 이웃 나라의 침입도 받지 않으며 삼국을 통일할 것'이라고 느낌을 전하였는데 진평왕은 지명법사와 함께 내연산 아래에 있는 큰 못에 팔면보경을 묻고 못을 메워 금당을 건립하고 보경사라고 했다고 한다.

### 12폭포
내연산 계곡은 직선거리로 10킬로미터가 넘는 긴 구간에 굴참나무와 물푸레나무, 작살나무와 병꽃나무 등이 숲을 이루고 있으며 기암괴석의 사이사이마다 부처손, 바위솔, 바위채송화 등이 자라 식생의 보존도 양호하다.
청하골 또는 내연골이라고도 부르는데, 계곡 입구의 유서 깊은 사찰인 보경사를 지나면 상생폭포를 시작으로 여러 폭포들을 만날 수 있으며 풍부한 폭포수가 크고 작은 용소(龍沼)를 만들어 언제나 시원한 감흥을 일으킨다. 특히, 연산폭포(내연폭포)는 여러 폭포 중 규모가 가장 커 웅장한 위용을 자랑하며 여름철의 우렁찬 물소리와 겨울철의 얼음기둥이 압권이다. 대한민국의 명승으로 지정 논의가 있다.

### 삼용추
《신증동국여지승람》, 《대동여지도》에 내연산과 삼용추(三龍湫)로 기록되어있고 겸재 정선의 <내연산폭포도>, <내연삼용추도>, 조선 중기 문신 황여일(1556~1622)의 <유람록>, 조선 중기 문인 서사원(1550~1615)의 <동유일록> 등에 폭포의 아름다움이 시, 글, 그림으로 묘사되어있다. 조선 후기 산수의 아름다움을 화폭에 담았던 겸재 정선은 내연산을 찾은 후 그렸다는 3층 폭포인 삼용추(三龍湫)가 있어 유명한 곳이다. 금강산보다 더욱 아름다운 경관이라 말하였다고 한다.

## 같이 보기
- 한국의 산
- 보현산